# Lista utworów The Beatles

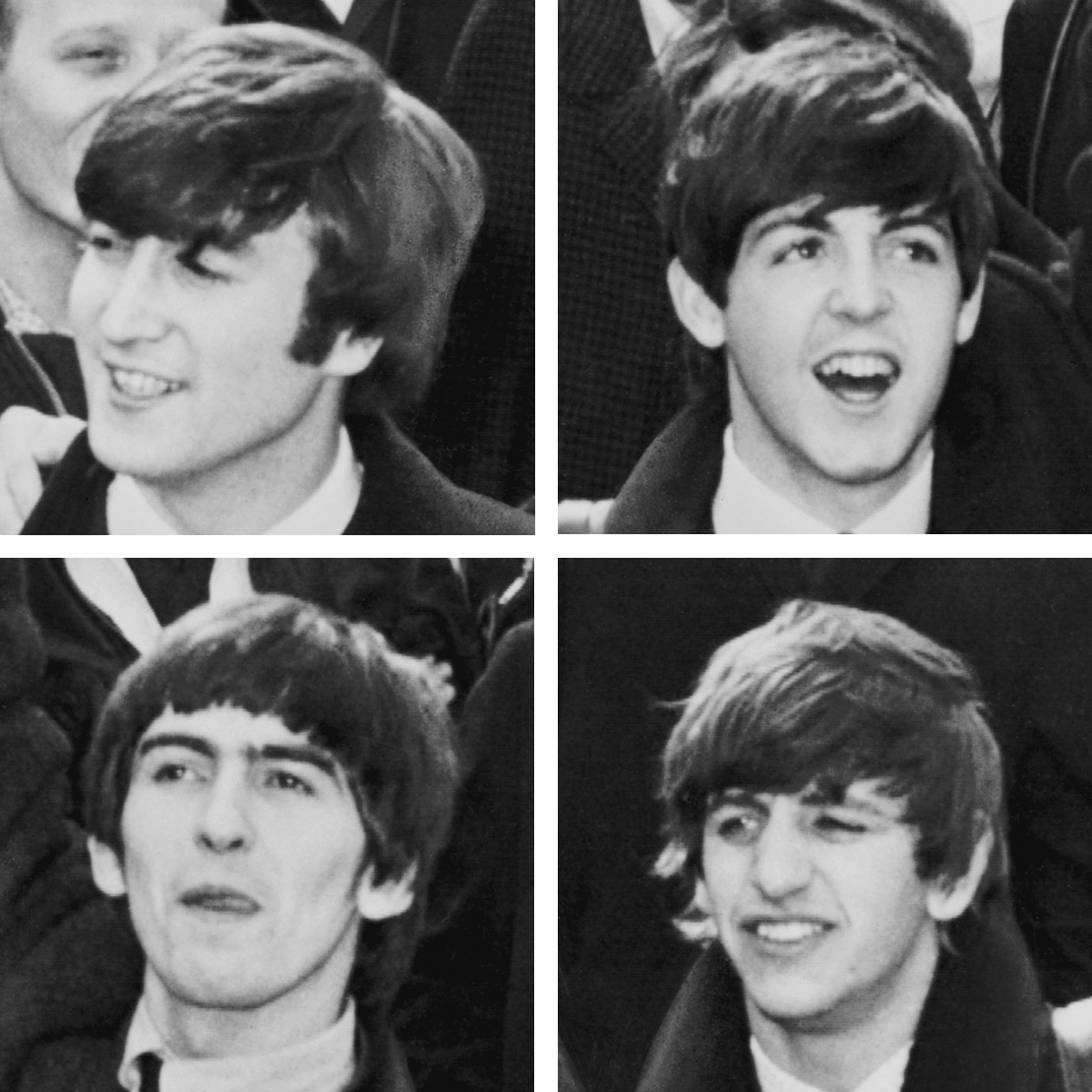
The Beatles w 1964 roku

Lista utworów The Beatles – lista utworów muzycznych, nagranych i wydanych przez brytyjski rockowy zespół muzyczny The Beatles. Zestawienie podzielono na dwie grupy: główne utwory, które ukazały się na albumach zespołu, oraz odrzuty i wersje demo, które zostały opublikowane po zakończeniu przez grupę działalności na kompilacjach i innych wydawnictwach. Tabele zawierają informacje o albumach, z których utwory pochodzą, ich autorach, członkach odpowiedzialnych za główne wokale oraz latach powstania (i wydania w przypadku odrzutów i wersji demo).

## Główne utwory
| Tytuł                                                                            | Album                                 | Autorstwo                                                                   | Główny wokal                                 | Rok  |
| -------------------------------------------------------------------------------- | ------------------------------------- | --------------------------------------------------------------------------- | -------------------------------------------- | ---- |
| „Across the Universe”                                                            | Let It Be                             | Lennon McCartney                                                            | Lennon                                       | 1970 |
| „Act Naturally”                                                                  | Help!                                 | Johnny Russell Voni Morrison                                                | Starr                                        | 1965 |
| „All I’ve Got to Do”                                                             | With the Beatles                      | Lennon McCartney                                                            | Lennon                                       | 1963 |
| „All My Loving”                                                                  | With the Beatles                      | Lennon McCartney                                                            | McCartney                                    | 1963 |
| „All Together Now”                                                               | Yellow Submarine                      | Lennon McCartney                                                            | McCartney (z Lennonem)                       | 1969 |
| „All You Need Is Love”                                                           | Magical Mystery Tour                  | Lennon McCartney                                                            | Lennon                                       | 1967 |
| „And I Love Her”                                                                 | A Hard Day’s Night                    | Lennon McCartney                                                            | McCartney                                    | 1964 |
| „And Your Bird Can Sing”                                                         | Revolver                              | Lennon McCartney                                                            | Lennon                                       | 1966 |
| „Anna (Go to Him)”                                                               | Please Please Me                      | Arthur Alexander                                                            | Lennon                                       | 1963 |
| „Another Girl”                                                                   | Help!                                 | Lennon McCartney                                                            | McCartney                                    | 1965 |
| „Any Time at All”                                                                | A Hard Day’s Night                    | Lennon McCartney                                                            | Lennon (z McCartneyem)                       | 1964 |
| „Ask Me Why”                                                                     | Please Please Me                      | Lennon McCartney                                                            | Lennon                                       | 1963 |
| „Baby It’s You”                                                                  | Please Please Me                      | Burt Bacharach Hal David Luther Dixon                                       | Lennon                                       | 1963 |
| „Baby, You’re a Rich Man”                                                        | Magical Mystery Tour                  | Lennon McCartney                                                            | Lennon                                       | 1967 |
| „Baby’s in Black”                                                                | Beatles for Sale                      | Lennon McCartney                                                            | Lennon McCartney                             | 1964 |
| „Back in the U.S.S.R.”                                                           | The Beatles                           | Lennon McCartney                                                            | McCartney                                    | 1968 |
| „Bad Boy”                                                                        | –                                     | Larry Williams                                                              | Lennon                                       | 1966 |
| „The Ballad of John and Yoko”                                                    | –                                     | Lennon McCartney                                                            | Lennon                                       | 1969 |
| „Because”                                                                        | Abbey Road                            | Lennon McCartney                                                            | Lennon McCartney Harrison                    | 1969 |
| „Being for the Benefit of Mr. Kite!”                                             | Sgt. Pepper’s Lonely Hearts Club Band | Lennon McCartney                                                            | Lennon                                       | 1967 |
| „Birthday”                                                                       | The Beatles                           | Lennon McCartney                                                            | McCartney (z Lennonem)                       | 1968 |
| „Blackbird”                                                                      | The Beatles                           | Lennon McCartney                                                            | McCartney                                    | 1968 |
| „Blue Jay Way”                                                                   | Magical Mystery Tour                  | Harrison                                                                    | Harrison                                     | 1967 |
| „Boys”                                                                           | Please Please Me                      | Luther Dixon Wes Farrell                                                    | Starr                                        | 1963 |
| „Can’t Buy Me Love”                                                              | A Hard Day’s Night                    | Lennon McCartney                                                            | McCartney                                    | 1964 |
| „Carry That Weight”                                                              | Abbey Road                            | Lennon McCartney                                                            | McCartney (z Lennonem, Harrisonem i Starrem) | 1969 |
| „Chains”                                                                         | Please Please Me                      | Gerry Goffin Carole King                                                    | Harrison                                     | 1963 |
| „Come Together”                                                                  | Abbey Road                            | Lennon McCartney                                                            | Lennon                                       | 1969 |
| „The Continuing Story of Bungalow Bill”                                          | The Beatles                           | Lennon McCartney                                                            | Lennon (z Yoko Ono)                          | 1968 |
| „Cry Baby Cry”                                                                   | The Beatles                           | Lennon McCartney                                                            | Lennon (z McCartneyem)                       | 1968 |
| „A Day in the Life”                                                              | Sgt. Pepper’s Lonely Hearts Club Band | Lennon McCartney                                                            | Lennon McCartney                             | 1967 |
| „Day Tripper”                                                                    | –                                     | Lennon McCartney                                                            | Lennon McCartney                             | 1965 |
| „Dear Prudence”                                                                  | The Beatles                           | Lennon McCartney                                                            | Lennon                                       | 1968 |
| „Devil in His Heart”                                                             | With the Beatles                      | Richard Drapkin                                                             | Harrison                                     | 1963 |
| „Dig a Pony”                                                                     | Let It Be                             | Lennon McCartney                                                            | Lennon                                       | 1970 |
| „Dig It”                                                                         | Let It Be                             | Lennon McCartney Harrison Starr                                             | Lennon                                       | 1970 |
| „Dizzy, Miss Lizzy”                                                              | Help!                                 | Larry Williams                                                              | Lennon                                       | 1965 |
| „Do You Want to Know a Secret”                                                   | Please Please Me                      | Lennon McCartney                                                            | Harrison                                     | 1963 |
| „Doctor Robert”                                                                  | Revolver                              | Lennon McCartney                                                            | Lennon                                       | 1966 |
| „Don’t Bother Me”                                                                | With the Beatles                      | Harrison                                                                    | Harrison                                     | 1963 |
| „Don’t Let Me Down”                                                              | –                                     | Lennon McCartney                                                            | Lennon                                       | 1969 |
| „Don’t Pass Me By”                                                               | The Beatles                           | Starr                                                                       | Starr                                        | 1968 |
| „Drive My Car”                                                                   | Rubber Soul                           | Lennon McCartney                                                            | McCartney (z Lennonem)                       | 1965 |
| „Eight Days a Week”                                                              | Beatles for Sale                      | Lennon McCartney                                                            | Lennon McCartney                             | 1964 |
| „Eleanor Rigby”                                                                  | Revolver                              | Lennon McCartney                                                            | McCartney                                    | 1966 |
| „The End”                                                                        | Abbey Road                            | Lennon McCartney                                                            | McCartney                                    | 1969 |
| „Every Little Thing”                                                             | Beatles for Sale                      | Lennon McCartney                                                            | Lennon (z McCartneyem)                       | 1964 |
| „Everybody’s Got Something to Hide Except Me and My Monkey”                      | The Beatles                           | Lennon McCartney                                                            | Lennon                                       | 1968 |
| „Everybody’s Trying to Be My Baby”                                               | Beatles for Sale                      | Carl Perkins                                                                | Harrison                                     | 1964 |
| „Fixing a Hole”                                                                  | Sgt. Pepper’s Lonely Hearts Club Band | Lennon McCartney                                                            | McCartney                                    | 1967 |
| „Flying”                                                                         | Magical Mystery Tour                  | Lennon McCartney Harrison Starr                                             | –                                            | 1967 |
| „The Fool on the Hill”                                                           | Magical Mystery Tour                  | Lennon McCartney                                                            | McCartney                                    | 1967 |
| „For No One”                                                                     | Revolver                              | Lennon McCartney                                                            | McCartney                                    | 1966 |
| „For You Blue”                                                                   | Let It Be                             | Harrison                                                                    | Harrison                                     | 1970 |
| „From Me to You”                                                                 | –                                     | Lennon McCartney                                                            | Lennon (z McCartneyem)                       | 1963 |
| „Get Back” (z Billym Prestonem)                                                  | Let It Be                             | Lennon McCartney                                                            | McCartney                                    | 1970 |
| „Getting Better”                                                                 | Sgt. Pepper’s Lonely Hearts Club Band | Lennon McCartney                                                            | McCartney                                    | 1967 |
| „Girl”                                                                           | Rubber Soul                           | Lennon McCartney                                                            | Lennon                                       | 1965 |
| „Glass Onion”                                                                    | The Beatles                           | Lennon McCartney                                                            | Lennon                                       | 1968 |
| „Golden Slumbers”                                                                | Abbey Road                            | Lennon McCartney                                                            | McCartney                                    | 1969 |
| „Good Day Sunshine”                                                              | Revolver                              | Lennon McCartney                                                            | McCartney                                    | 1966 |
| „Good Morning Good Morning”                                                      | Sgt. Pepper’s Lonely Hearts Club Band | Lennon McCartney                                                            | Lennon                                       | 1967 |
| „Good Night”                                                                     | The Beatles                           | Lennon McCartney                                                            | Starr                                        | 1968 |
| „Got to Get You into My Life”                                                    | Revolver                              | Lennon McCartney                                                            | McCartney                                    | 1966 |
| „Happiness Is a Warm Gun”                                                        | The Beatles                           | Lennon McCartney                                                            | Lennon                                       | 1968 |
| „A Hard Day’s Night”                                                             | A Hard Day’s Night                    | Lennon McCartney                                                            | Lennon (z McCartneyem)                       | 1964 |
| „Hello, Goodbye”                                                                 | Magical Mystery Tour                  | Lennon McCartney                                                            | McCartney                                    | 1967 |
| „Help!”                                                                          | Help!                                 | Lennon McCartney                                                            | Lennon                                       | 1965 |
| „Helter Skelter”                                                                 | The Beatles                           | Lennon McCartney                                                            | McCartney                                    | 1968 |
| „Her Majesty”                                                                    | Abbey Road                            | Lennon McCartney                                                            | McCartney                                    | 1969 |
| „Here Comes the Sun”                                                             | Abbey Road                            | Harrison                                                                    | Harrison                                     | 1969 |
| „Here, There and Everywhere”                                                     | Revolver                              | Lennon McCartney                                                            | McCartney                                    | 1966 |
| „Hey Bulldog”                                                                    | Yellow Submarine                      | Lennon McCartney                                                            | Lennon                                       | 1969 |
| „Hey Jude”                                                                       | –                                     | Lennon McCartney                                                            | McCartney                                    | 1968 |
| „Hold Me Tight”                                                                  | With the Beatles                      | Lennon McCartney                                                            | McCartney                                    | 1963 |
| „Honey Don’t”                                                                    | Beatles for Sale                      | Carl Perkins                                                                | Starr                                        | 1964 |
| „Honey Pie”                                                                      | The Beatles                           | Lennon McCartney                                                            | McCartney                                    | 1968 |
| „I Am the Walrus”                                                                | Magical Mystery Tour                  | Lennon McCartney                                                            | Lennon                                       | 1967 |
| „I Call Your Name”                                                               | –                                     | Lennon McCartney                                                            | Lennon                                       | 1964 |
| „I Don’t Want to Spoil the Party”                                                | Beatles for Sale                      | Lennon McCartney                                                            | Lennon (z McCartneyem)                       | 1964 |
| „I Feel Fine”                                                                    | –                                     | Lennon McCartney                                                            | Lennon                                       | 1964 |
| „I Me Mine”                                                                      | Let It Be                             | Harrison                                                                    | Harrison                                     | 1970 |
| „I Need Yo”                                                                      | Help!                                 | Harrison                                                                    | Harrison                                     | 1965 |
| „I Saw Her Standing There”                                                       | Please Please Me                      | Lennon McCartney                                                            | McCartney                                    | 1963 |
| „I Should Have Known Better”                                                     | A Hard Day’s Night                    | Lennon McCartney                                                            | Lennon                                       | 1964 |
| „I Wanna Be Your Man”                                                            | With the Beatles                      | Lennon McCartney                                                            | Starr                                        | 1963 |
| „I Want to Hold Your Hand”                                                       | –                                     | Lennon McCartney                                                            | Lennon McCartney                             | 1963 |
| „I Want to Tell You”                                                             | Revolver                              | Harrison                                                                    | Harrison                                     | 1966 |
| „I Want You (She’s So Heavy)”                                                    | Abbey Road                            | Lennon McCartney                                                            | Lennon                                       | 1969 |
| „I Will”                                                                         | The Beatles                           | Lennon McCartney                                                            | McCartney                                    | 1968 |
| „If I Fell”                                                                      | A Hard Day’s Night                    | Lennon McCartney                                                            | Lennon McCartney                             | 1964 |
| „If I Needed Someone”                                                            | Rubber Soul                           | Harrison                                                                    | Harrison                                     | 1965 |
| „I’ll Be Back”                                                                   | A Hard Day’s Night                    | Lennon McCartney                                                            | Lennon (z McCartneyem)                       | 1964 |
| „I’ll Cry Instead”                                                               | A Hard Day’s Night                    | Lennon McCartney                                                            | Lennon                                       | 1964 |
| „I’ll Follow the Sun”                                                            | Beatles for Sale                      | Lennon McCartney                                                            | McCartney                                    | 1964 |
| „I’ll Get You”                                                                   | –                                     | Lennon McCartney                                                            | Lennon (z McCartneyem)                       | 1963 |
| „I’m a Loser”                                                                    | Beatles for Sale                      | Lennon McCartney                                                            | Lennon                                       | 1964 |
| „I’m Down”                                                                       | –                                     | Lennon McCartney                                                            | McCartney                                    | 1965 |
| „I’m Happy Just to Dance with You”                                               | A Hard Day’s Night                    | Lennon McCartney                                                            | Harrison                                     | 1964 |
| „I’m Looking Through You”                                                        | Rubber Soul                           | Lennon McCartney                                                            | McCartney                                    | 1965 |
| „I’m Only Sleeping”                                                              | Revolver                              | Lennon McCartney                                                            | Lennon                                       | 1966 |
| „I’m So Tired”                                                                   | The Beatles                           | Lennon McCartney                                                            | Lennon                                       | 1968 |
| „I’ve Got a Feeling”                                                             | Let It Be                             | Lennon McCartney                                                            | McCartney (z Lennonem)                       | 1970 |
| „I’ve Just Seen a Face”                                                          | Help!                                 | Lennon McCartney                                                            | McCartney                                    | 1965 |
| „In My Life”                                                                     | Rubber Soul                           | Lennon McCartney                                                            | Lennon                                       | 1965 |
| „The Inner Light”                                                                | –                                     | Harrison                                                                    | Harrison                                     | 1968 |
| „It Won’t Be Long”                                                               | With the Beatles                      | Lennon McCartney                                                            | Lennon                                       | 1963 |
| „It’s All Too Much”                                                              | Yellow Submarine                      | Harrison                                                                    | Harrison                                     | 1969 |
| „It’s Only Love”                                                                 | Help!                                 | Lennon McCartney                                                            | Lennon                                       | 1965 |
| „Julia”                                                                          | The Beatles                           | Lennon McCartney                                                            | Lennon                                       | 1968 |
| „Kansas City/Hey-Hey-Hey-Hey!”                                                   | Beatles for Sale                      | Jerry Leiber Mike Stoller / Little Richard                                  | McCartney                                    | 1964 |
| „Komm, gib mir deine Hand” (niemieckojęzyczna wersja „I Want to Hold Your Hand”) | –                                     | Lennon McCartney Jean Nicolas Heinz Hellmer                                 | Lennon McCartney                             | 1964 |
| „Lady Madonna”                                                                   | –                                     | Lennon McCartney                                                            | McCartney                                    | 1968 |
| „Let It Be”                                                                      | Let It Be                             | Lennon McCartney                                                            | McCartney                                    | 1970 |
| „Little Child”                                                                   | With the Beatles                      | Lennon McCartney                                                            | Lennon McCartney                             | 1963 |
| „The Long and Winding Road”                                                      | Let It Be                             | Lennon McCartney                                                            | McCartney                                    | 1970 |
| „Long, Long, Long”                                                               | The Beatles                           | Harrison                                                                    | Harrison                                     | 1968 |
| „Long Tall Sally”                                                                | –                                     | Robert Blackwell Enotris Johnson Little Richard                             | McCartney                                    | 1964 |
| „Love Me Do”                                                                     | Please Please Me                      | Lennon McCartney                                                            | McCartney (z Lennonem)                       | 1963 |
| „Love You To”                                                                    | Revolver                              | Harrison                                                                    | Harrison                                     | 1966 |
| „Lovely Rita”                                                                    | Sgt. Pepper’s Lonely Hearts Club Band | Lennon McCartney                                                            | McCartney                                    | 1967 |
| „Lucy in the Sky with Diamonds”                                                  | Sgt. Pepper’s Lonely Hearts Club Band | Lennon McCartney                                                            | Lennon                                       | 1967 |
| „Maggie Mae”                                                                     | Let It Be                             | tradycyjna aranżacja: Lennon McCartney Harrison Starr                       | Lennon (z McCartneyem)                       | 1970 |
| „Magical Mystery Tour”                                                           | Magical Mystery Tour                  | Lennon McCartney                                                            | McCartney (z Lennonem)                       | 1967 |
| „Martha My Dear”                                                                 | The Beatles                           | Lennon McCartney                                                            | McCartney                                    | 1968 |
| „Matchbox”                                                                       | –                                     | Carl Perkins Blind Lemon Jefferson                                          | Starr                                        | 1964 |
| „Maxwell’s Silver Hammer”                                                        | Abbey Road                            | Lennon McCartney                                                            | McCartney                                    | 1969 |
| „Mean Mr. Mustard”                                                               | Abbey Road                            | Lennon McCartney                                                            | Lennon                                       | 1969 |
| „Michelle”                                                                       | Rubber Soul                           | Lennon McCartney                                                            | McCartney                                    | 1965 |
| „Misery”                                                                         | Please Please Me                      | Lennon McCartney                                                            | Lennon (z McCartneyem)                       | 1963 |
| „Money (That’s What I Want)”                                                     | With the Beatles                      | Berry Gordy Janie Bradford                                                  | Lennon                                       | 1963 |
| „Mother Nature’s Son”                                                            | The Beatles                           | Lennon McCartney                                                            | McCartney                                    | 1968 |
| „Mr. Moonlight”                                                                  | Beatles for Sale                      | Roy Lee Johnson                                                             | Lennon                                       | 1964 |
| „The Night Before”                                                               | Help!                                 | Lennon McCartney                                                            | McCartney                                    | 1965 |
| „No Reply”                                                                       | Beatles for Sale                      | Lennon McCartney                                                            | Lennon                                       | 1964 |
| „Norwegian Wood (This Bird Has Flown)”                                           | Rubber Soul                           | Lennon McCartney                                                            | Lennon                                       | 1965 |
| „Not a Second Time”                                                              | With the Beatles                      | Lennon McCartney                                                            | Lennon                                       | 1963 |
| „Nowhere Man”                                                                    | Rubber Soul                           | Lennon McCartney                                                            | Lennon                                       | 1965 |
| „Ob-La-Di, Ob-La-Da”                                                             | The Beatles                           | Lennon McCartney                                                            | McCartney                                    | 1968 |
| „Octopus’s Garden”                                                               | Abbey Road                            | Starr                                                                       | Starr                                        | 1969 |
| „Oh! Darling”                                                                    | Abbey Road                            | Lennon McCartney                                                            | McCartney                                    | 1969 |
| „Old Brown Shoe”                                                                 | –                                     | Harrison                                                                    | Harrison                                     | 1969 |
| „One After 909”                                                                  | Let It Be                             | Lennon McCartney                                                            | Lennon (z McCartneyem)                       | 1970 |
| „Only a Northern Song”                                                           | Yellow Submarine                      | Harrison                                                                    | Harrison                                     | 1969 |
| „Paperback Writer”                                                               | –                                     | Lennon McCartney                                                            | McCartney                                    | 1966 |
| „Penny Lane”                                                                     | Magical Mystery Tour                  | Lennon McCartney                                                            | McCartney                                    | 1967 |
| „Piggies”                                                                        | The Beatles                           | Harrison                                                                    | Harrison                                     | 1968 |
| „Please Mr. Postman”                                                             | With the Beatles                      | Georgia Dobbins William Garrett Brian Holland Robert Bateman Freddie Gorman | Lennon                                       | 1963 |
| „Please Please Me”                                                               | Please Please Me                      | Lennon McCartney                                                            | Lennon McCartney                             | 1963 |
| „Polythene Pam”                                                                  | Abbey Road                            | Lennon McCartney                                                            | Lennon                                       | 1969 |
| „P.S. I Love You”                                                                | Please Please Me                      | Lennon McCartney                                                            | McCartney                                    | 1963 |
| „Rain”                                                                           | –                                     | Lennon McCartney                                                            | Lennon                                       | 1966 |
| „Revolution”                                                                     | –                                     | Lennon McCartney                                                            | Lennon                                       | 1968 |
| „Revolution 1”                                                                   | The Beatles                           | Lennon McCartney                                                            | Lennon                                       | 1968 |
| „Revolution 9”                                                                   | The Beatles                           | Lennon McCartney                                                            | –                                            | 1968 |
| „Rock and Roll Music”                                                            | Beatles for Sale                      | Chuck Berry                                                                 | Lennon                                       | 1964 |
| „Rocky Raccoon”                                                                  | The Beatles                           | Lennon McCartney                                                            | McCartney                                    | 1968 |
| „Roll Over Beethoven”                                                            | With the Beatles                      | Chuck Berry                                                                 | Harrison                                     | 1963 |
| „Run for Your Life”                                                              | Rubber Soul                           | Lennon McCartney                                                            | Lennon                                       | 1965 |
| „Savoy Truffle”                                                                  | The Beatles                           | Harrison                                                                    | Harrison                                     | 1968 |
| „Sexy Sadie”                                                                     | The Beatles                           | Lennon McCartney                                                            | Lennon                                       | 1968 |
| „Sgt. Pepper’s Lonely Hearts Club Band”                                          | Sgt. Pepper’s Lonely Hearts Club Band | Lennon McCartney                                                            | McCartney                                    | 1967 |
| „Sgt. Pepper’s Lonely Hearts Club Band (Reprise)”                                | Sgt. Pepper’s Lonely Hearts Club Band | Lennon McCartney                                                            | McCartney Lennon Harrison                    | 1967 |
| „She Came In Through the Bathroom Window”                                        | Abbey Road                            | Lennon McCartney                                                            | McCartney                                    | 1969 |
| „She Loves You”                                                                  | –                                     | Lennon McCartney                                                            | Lennon McCartney                             | 1963 |
| „She Said She Said”                                                              | Revolver                              | Lennon McCartney                                                            | Lennon                                       | 1966 |
| „She’s a Woman”                                                                  | –                                     | Lennon McCartney                                                            | McCartney                                    | 1964 |
| „She’s Leaving Home”                                                             | Sgt. Pepper’s Lonely Hearts Club Band | Lennon McCartney                                                            | McCartney (z Lennonem)                       | 1967 |
| „Sie liebt dich” (niemieckojęzyczna wersja „She Loves You”)                      | –                                     | Lennon McCartney Jean Nicolas Lee Montogue                                  | Lennon McCartney                             | 1964 |
| „Slow Down”                                                                      | –                                     | Larry Williams                                                              | Lennon                                       | 1964 |
| „Something”                                                                      | Abbey Road                            | Harrison                                                                    | Harrison                                     | 1969 |
| „Strawberry Fields Forever”                                                      | Magical Mystery Tour                  | Lennon McCartney                                                            | Lennon                                       | 1967 |
| „Sun King”                                                                       | Abbey Road                            | Lennon McCartney                                                            | Lennon (z McCartneyem i Harrisonem)          | 1969 |
| „A Taste of Honey”                                                               | Please Please Me                      | Bobby Scott Ric Marlow                                                      | McCartney                                    | 1963 |
| „Taxman”                                                                         | Revolver                              | Harrison                                                                    | Harrison                                     | 1966 |
| „Tell Me What You See”                                                           | Help!                                 | Lennon McCartney                                                            | McCartney (z Lennonem)                       | 1965 |
| „Tell Me Why”                                                                    | A Hard Day’s Night                    | Lennon McCartney                                                            | Lennon                                       | 1964 |
| „Thank You Girl”                                                                 | –                                     | Lennon McCartney                                                            | Lennon (z McCartneyem)                       | 1963 |
| „There’s a Place”                                                                | Please Please Me                      | Lennon McCartney                                                            | Lennon McCartney                             | 1963 |
| „Things We Said Today”                                                           | A Hard Day’s Night                    | Lennon McCartney                                                            | McCartney                                    | 1964 |
| „Think for Yourself”                                                             | Rubber Soul                           | Harrison                                                                    | Harrison                                     | 1965 |
| „This Boy”                                                                       | –                                     | Lennon McCartney                                                            | Lennon (z McCartneyem i Harrisonem)          | 1963 |
| „Ticket to Ride”                                                                 | Help!                                 | Lennon McCartney                                                            | Lennon                                       | 1965 |
| „Till There Was You”                                                             | With the Beatles                      | Meredith Willson                                                            | McCartney                                    | 1963 |
| „Tomorrow Never Knows”                                                           | Revolver                              | Lennon McCartney                                                            | Lennon                                       | 1966 |
| „Twist and Shout”                                                                | Please Please Me                      | Phil Medley Bert Berns                                                      | Lennon                                       | 1963 |
| „Two of Us”                                                                      | Let It Be                             | Lennon McCartney                                                            | McCartney (z Lennonem)                       | 1970 |
| „Wait”                                                                           | Rubber Soul                           | Lennon McCartney                                                            | Lennon McCartney                             | 1965 |
| „We Can Work It Out”                                                             | –                                     | Lennon McCartney                                                            | McCartney                                    | 1965 |
| „What Goes On”                                                                   | Rubber Soul                           | Lennon McCartney Starr                                                      | Starr                                        | 1965 |
| „What You’re Doing”                                                              | Beatles for Sale                      | Lennon McCartney                                                            | McCartney                                    | 1964 |
| „When I Get Home”                                                                | A Hard Day’s Night                    | Lennon McCartney                                                            | Lennon                                       | 1964 |
| „When I’m Sixty-Four”                                                            | Sgt. Pepper’s Lonely Hearts Club Band | Lennon McCartney                                                            | McCartney                                    | 1967 |
| „While My Guitar Gently Weeps”                                                   | The Beatles                           | Harrison                                                                    | Harrison                                     | 1968 |
| „Why Don’t We Do It in the Road?”                                                | The Beatles                           | Lennon McCartney                                                            | McCartney                                    | 1968 |
| „Wild Honey Pie”                                                                 | The Beatles                           | Lennon McCartney                                                            | McCartney                                    | 1968 |
| „With a Little Help from My Friends”                                             | Sgt. Pepper’s Lonely Hearts Club Band | Lennon McCartney                                                            | Starr                                        | 1967 |
| „Within You Without You”                                                         | Sgt. Pepper’s Lonely Hearts Club Band | Harrison                                                                    | Harrison                                     | 1967 |
| „The Word”                                                                       | Rubber Soul                           | Lennon McCartney                                                            | Lennon                                       | 1965 |
| „Words of Love”                                                                  | Beatles for Sale                      | Buddy Holly                                                                 | Lennon McCartney                             | 1964 |
| „Yellow Submarine”                                                               | Revolver                              | Lennon McCartney                                                            | Starr                                        | 1966 |
| „Yer Blues”                                                                      | The Beatles                           | Lennon McCartney                                                            | Lennon                                       | 1968 |
| „Yes It Is”                                                                      | –                                     | Lennon McCartney                                                            | Lennon (z McCartneyem i Harrisonem)          | 1965 |
| „Yesterday”                                                                      | Help!                                 | Lennon McCartney                                                            | McCartney                                    | 1965 |
| „You Can’t Do That”                                                              | A Hard Day’s Night                    | Lennon McCartney                                                            | Lennon                                       | 1964 |
| „You Know My Name (Look Up the Number)”                                          | –                                     | Lennon McCartney                                                            | Lennon McCartney                             | 1970 |
| „You Like Me Too Much”                                                           | Help!                                 | Harrison                                                                    | Harrison                                     | 1965 |
| „You Never Give Me Your Money”                                                   | Abbey Road                            | Lennon McCartney                                                            | McCartney                                    | 1969 |
| „You Won’t See Me”                                                               | Rubber Soul                           | Lennon McCartney                                                            | McCartney                                    | 1965 |
| „Your Mother Should Know”                                                        | Magical Mystery Tour                  | Lennon McCartney                                                            | McCartney                                    | 1967 |
| „You’re Going to Lose That Girl”                                                 | Help!                                 | Lennon McCartney                                                            | Lennon                                       | 1965 |
| „You’ve Got to Hide Your Love Away”                                              | Help!                                 | Lennon McCartney                                                            | Lennon                                       | 1965 |
| „You’ve Really Got a Hold on Me”                                                 | With the Beatles                      | Smokey Robinson                                                             | Lennon Harrison                              | 1963 |

## Odrzuty i wersje demo
| Tytuł                                                   | Album                                 | Autorstwo                                                         | Główny wokal                    | Rok nagrania | Rok wydania |
| ------------------------------------------------------- | ------------------------------------- | ----------------------------------------------------------------- | ------------------------------- | ------------ | ----------- |
| „12-Bar Original”                                       | Anthology 2                           | Lennon McCartney Harrison Starkey                                 | –                               | 1965         | 1996        |
| „Ain’t She Sweet” (jako The Beat Brothers)              | Anthology 1                           | Jack Yellen Milton Ager                                           | Lennon                          | 1961         | 1995        |
| „All Things Must Pass”                                  | Anthology 3                           | Harrison                                                          | Harrison                        | 1969         | 1996        |
| „Bad to Me”                                             | The Beatles Bootleg Recordings 1963   | Lennon McCartney                                                  | Lennon                          | 1963         | 2013        |
| „Bésame Mucho”                                          | Anthology 1                           | Consuelo Velázquez Sunny Skylar                                   | McCartney                       | 1962         | 1995        |
| „Blue Moon”                                             | The Beatles (reedycja)                | Richard Rodgers Lorenz Hart                                       | McCartney                       | 1968         | 2018        |
| „Can You Take Me Back?”                                 | The Beatles (reedycja)                | Lennon McCartney                                                  | McCartney                       | 1968         | 2018        |
| „Cayenne” (jako The Quarrymen)                          | Anthology 1                           | McCartney                                                         | –                               | 1960         | 1995        |
| „Child of Nature”                                       | The Beatles (reedycja)                | Lennon                                                            | Lennon                          | 1968         | 2018        |
| „Christmas Time (Is Here Again)”                        | –                                     | Lennon McCartney Harrison Starkey                                 | Lennon McCartney Harrison Starr | 1967         | 1995        |
| „Circles”                                               | The Beatles (reedycja)                | Harrison                                                          | Harrison                        | 1968         | 2018        |
| „Come and Get It”                                       | Anthology 3                           | McCartney                                                         | McCartney                       | 1969         | 1996        |
| „Cry for a Shadow” (jako The Beat Brothers)             | Anthology 1                           | Lennon Harrison                                                   | –                               | 1961         | 1995        |
| „Free as a Bird”                                        | Anthology 1                           | Lennon McCartney Harrison Starr                                   | Lennon McCartney Harrison       | 1977 1994    | 1995        |
| „Goodbye”                                               | Abbey Road (reedycja)                 | Lennon McCartney                                                  | McCartney                       | 1969         | 2019        |
| „Hallelujah, I Love Her So” (jako The Quarrymen)        | Anthology 1                           | Ray Charles                                                       | McCartney                       | 1960         | 1995        |
| „Hello Little Girl”                                     | Anthology 1                           | Lennon McCartney                                                  | Lennon                          | 1962         | 1995        |
| „How Do You Do It?”                                     | Anthology 1                           | Mitch Murray                                                      | Lennon                          | 1962         | 1995        |
| „I’m In Love”                                           | The Beatles Bootleg Recordings 1963   | Lennon McCartney                                                  | Lennon                          | 1963         | 2013        |
| „If You’ve Got Trouble”                                 | Anthology 2                           | Lennon McCartney                                                  | Starr                           | 1965         | 1996        |
| „In Spite of All the Danger” (jako The Quarrymen)       | Anthology 1                           | McCartney Harrison                                                | Lennon McCartney                | 1958         | 1995        |
| „Isn’t It a Pity”                                       | Let It Roll: Songs by George Harrison | Harrison                                                          | Harrison                        | 1969         | 2009        |
| „Junk”                                                  | Anthology 3                           | McCartney                                                         | McCartney                       | 1968         | 1996        |
| „Leave My Kitten Alone”                                 | Anthology 1                           | Little Willie John Titus Turner James McDougall                   | Lennon                          | 1964         | 1995        |
| „Like Dreamers Do”                                      | Anthology 1                           | Lennon McCartney                                                  | McCartney                       | 1962         | 1995        |
| „Mailman, Bring Me No More Blues”                       | Anthology 3                           | Ruth Roberts Bill Katz Stanley Clayton                            | Lennon                          | 1969         | 1996        |
| „My Bonnie” (jako Tony Sheridan i The Beat Brothers)    | Anthology 1                           | tradycyjna aranżacja: Tony Sheridan                               | Sheridan                        | 1961         | 1995        |
| „Not Guilty”                                            | Anthology 3                           | Harrison                                                          | Harrison                        | 1968         | 1996        |
| „Real Love”                                             | Anthology 2                           | Lennon McCartney                                                  | Lennon                          | 1979 1995    | 1996        |
| „Rip It Up”/„Shake, Rattle and Roll”/„Blue Suede Shoes” | Anthology 3                           | Robert Blackwell John Marascalco / Charles Calhoun / Carl Perkins | Lennon McCartney                | 1969         | 1996        |
| „Searchin’”                                             | Anthology 1                           | Jerry Leiber Mike Stoller                                         | McCartney                       | 1962         | 1995        |
| „The Sheik of Araby”                                    | Anthology 1                           | Harry B. Smith Francis Wheeler Ted Snyder                         | Harrison                        | 1962         | 1995        |
| „Sour Milk Sea”                                         | The Beatles (reedycja)                | Harrison                                                          | Harrison                        | 1968         | 2018        |
| „Step Inside Love/Los Paranoias”                        | Anthology 3                           | Lennon McCartney / The Beatles                                    | McCartney                       | 1968         | 1996        |
| „St. Louis Blues”                                       | The Beatles (reedycja)                | W.C. Handy                                                        | McCartney                       | 1968         | 2018        |
| „Teddy Boy”                                             | Anthology 3                           | McCartney                                                         | McCartney                       | 1969         | 1996        |
| „That Means a Lot”                                      | Anthology 2                           | Lennon McCartney                                                  | McCartney                       | 1965         | 1996        |
| „That’ll Be the Day” (jako The Quarrymen)               | Anthology 1                           | Jerry Allison Buddy Holly Norman Petty                            | Lennon                          | 1958         | 1995        |
| „Three Cool Cats”                                       | Anthology 1                           | Jerry Leiber Mike Stoller                                         | Harrison                        | 1962         | 1995        |
| „What’s the New Mary Jane”                              | Anthology 3                           | Lennon McCartney                                                  | Lennon                          | 1968         | 1996        |
| „You Know What to Do”                                   | Anthology 1                           | Harrison                                                          | Harrison                        | 1964         | 1995        |
| „You’ll Be Mine” (jako The Quarrymen)                   | Anthology 1                           | Lennon McCartney                                                  | McCartney                       | 1960         | 1995        |
| „(You’re So Square) Baby I Don’t Care”                  | The Beatles (reedycja)                | Jerry Leiber Mike Stoller                                         | McCartney                       | 1968         | 2018        |